# أفيغدور ستيماتسكي
أفيغدور ستيماتسكي Avigdor Stematsky (1908-1989) رسام إسرائيلي ولد في الإمبراطورية الروسية. ويعتبر أحد رواد الفن التجريدي الإسرائيلي. 

## سيرة شخصية
ولد ستيماتسكي عام 1908 في أوديسا. ودرس الرسم على يد إيزاك فرنكل فرينيل في استوديو الهستدروت للفنون. وانضم إلى جماعة ماساد في تل أبيب.  وسافر إلى باريس لمواصلة دراسته بناءً على نصيحة فرينكل. وكان ذلك في عام 1929، عندما ذهب للدراسة في أكاديمية لا غراند شومييه وأكاديمية كولاروسي.
وكان أحد مؤسسي مجموعة نيو هورايزن (آفاق جديدة)  وأقام معرضه الفردي الأول في متحف تل أبيب للفنون. وينظر إليه  بجانب يحزكيل ستريشمان كمدرسة بارزة في تاريخ الفن الإسرائيلي. على الرغم من أن كل منهم طور أسلوبه الفردي المميز، إلا أن هناك العديد من نقاط التقارب بينهما: خلفية مشتركة كطلاب بتسلئيل في عشرينيات القرن العشرين، والاستجابة لتأثيرات المدرسة اليهودية في باريس في ثلاثينيات القرن العشرين، و"الحداثة" "(الفن التكعيبي المتأخر) في الأربعينيات والخمسينيات من القرن الماضي، عندما كانا أيضًا مدرسين رائدين في تل أبيب.

## دراسته
- 1925–26 - ثانوية هرتسليا العبرية، تل أبيب
- 1926–28 - أكاديمية بتسلئيل للفنون والتصميم في القدس، مع آري أروش وموشيه كاستل وآخرين
- 1928 - التخنيون، حيفا، الهندسة المعمارية
- 1929 – ستوديو يتسحاق فرنكل، تل أبيب
- 1930–31 - أكاديمية لا غراند شومييه، باريس، مع أهارون أفني

## تدريس
- 1954-58 الاستوديو مع يحزقيل ستريشمان والذي كان نشطًا حتى عام 1948
- 1952–60 معهد أفني للفنون والتصميم، تل أبيب
- 1973، 1977 جامعة حيفا ومعهد أفني للفنون والتصميم

## الجوائز
- 1941 جائزة ديزنغوف للرسم والنحت، بلدية تل أبيب-يافا، تل أبيب
- 1956 جائزة ديزنغوف للرسم والنحت، بلدية تل أبيب-يافا، تل أبيب
- 1958 جائزة رمات غان
- 1965 جائزة نادي ميلو
- 1967 الجائزة الأولى - معرض برج داود، القدس
- 1973 جائزة مئير شيرمان، متحف إسرائيل، القدس
- 1976 جائزة ساندبرغ للفن الإسرائيلي، متحف إسرائيل، القدس